# Patty McCormack
Patricia "Patty" McCormack (født 21. august 1945) er en amerikansk skuespiller og sanger. McCormack begyndte sin karriere som barneskuespiller. Hun er måske bedst kendt for sin præstation som Rhoda Penmark i Maxwell Andersons psykologiske drama Ondskabens sæd fra 1956. Hun modtog kritisk ros for rollen på Broadway og blev nomineret til en Oscar for bedste kvindelige birolle for sin præstation i Mervyn LeRoys filmatisering af samme navn i 1956. Hendes skuespillerkarriere har fortsat med både hovedrollen og biroller i film og tv, herunder Helen Keller i den oprindelige Skuespilhuset 90 produktion af Helen Kellers triumf, Jeffrey Tambors kone Anne Brookes på CBS-sitcom-serien The Ropers og en nyere optræden som Pat Nixon i Frost/Nixon (2008).